# Kosmodrom Tchaj-jüan
Kosmodrom Tchaj-jüan (pinyin: Taiyuan Weixing Fashe Zhongxin, čínsky 太原卫星发射中心) je novější čínský kosmodrom, postavený v horách severní Číny roku 1966, odkud první družice letěla v roce 1988. Používá se pro něj mezinárodní zkratka TY.

## Umístění
- Zeměpisná délka: 112"60' v.d.
- Zeměpisná šířka: 37"50' s.š.

Je umístěn v severní části Číny, v pohoří Lü-liang-šan, provincii Šan-si, poblíž města Jü-kchou.

## Pojmenování
Oficiální čínský název kosmodromu je v českém přepisu Tchaj-jüan wej-sing fa-še čung-sin, v anglickém Taiyuan Weixing Fashe Zhongxin. Oficiální anglická verze názvu je Taiyuan Satellite Launch Center.

## Využití
Základna původně sloužila zkouškám startů raket středního doletu. Kosmodrom byl vybudován kvůli vypouštění družic na polární dráhu. Poprvé odtud vyletěla raketa CZ-4A dne 6. září 1988 a vynesla na nízkou orbitální polární dráhu družici Feng-Jün 1 (Vítr a oblak). Létaly odtud rakety různých typů, pro kosmonautiku byly určené např. Čchang Čeng (zkratka CZ) a Kchai Tchuo-če (KT).
Kosmodrom dnes spolu s ostatními patří čínské národní kosmické agentuře CNSA. V roce 2004 byla odtud odstartována družice Probe-2 (čínsky Tan-Ce) s pomocí čínské rakety Dlouhý pochod 2C/SM, což byl výsledek navázané spolupráce Číny s Evropskou agenturou ESA.
V období let 1988–2008 se zde uskutečnilo 29 startů raket s družicemi.
10. srpna 2022 odtud odstartovala raketa Dlouhý pochod 6 a vynesla na oběžnou dráhu 16 družic určených pro dálkový průzkum Země.